# 1766 en science
| Années de la science : 1763 - 1764 - 1765 - 1766 - 1767 - 1768 - 1769    |
| Décennies de la science : 1730 - 1740 - 1750 - 1760 - 1770 - 1780 - 1790 |

Cet article présente les faits marquants de l'année 1766 en science.

## Événements

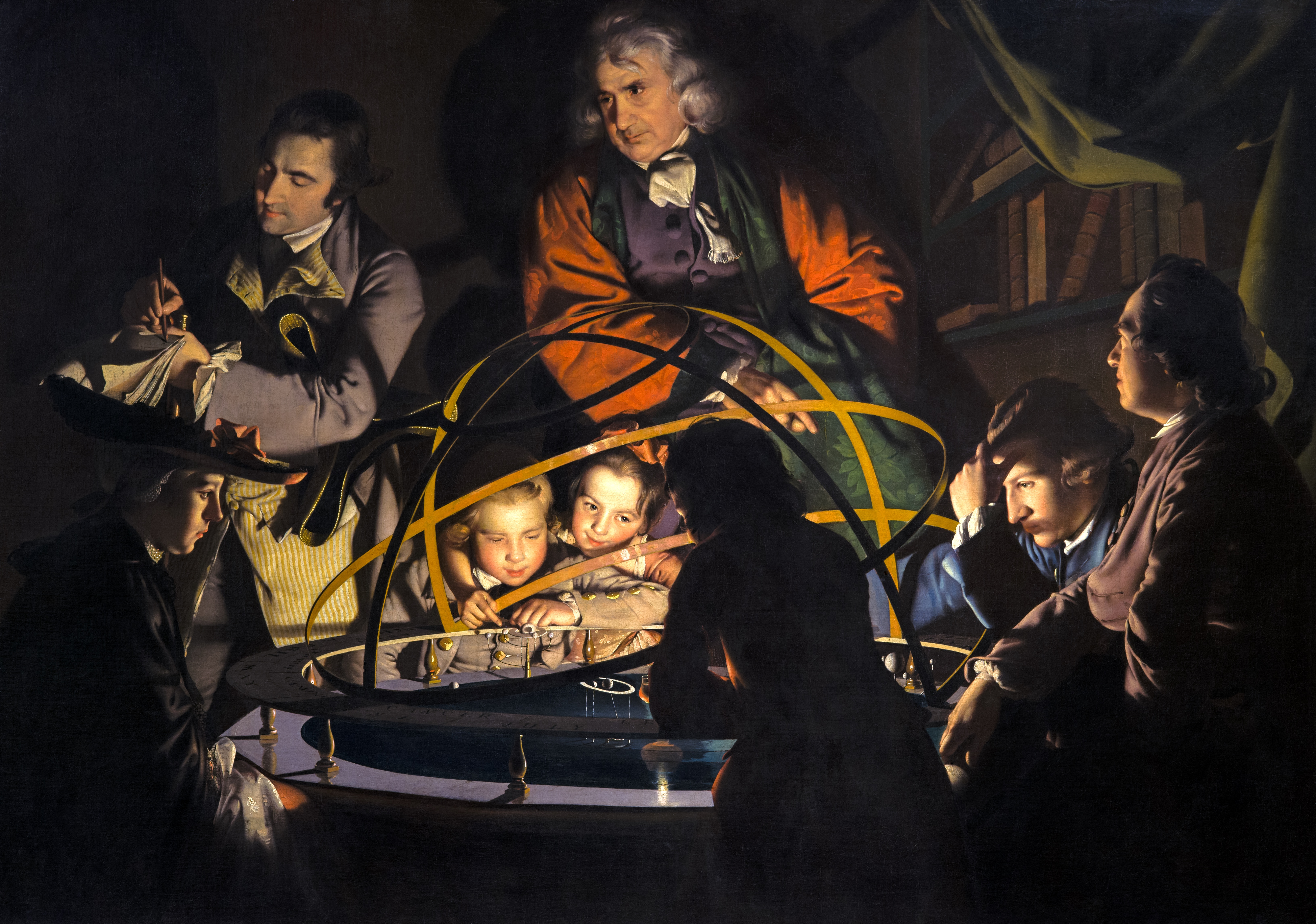
Philosophe faisant un exposé sur le planétaire, peinture de Joseph Wright of Derby, 1766.

- 10 avril : le botaniste américain John Bartram termine neuf mois d'exploration et de collecte des plantes nord-américaines[1].
- 22 avril : départ de Plymouth de l'expédition du Niger (fin en janvier 1767). Le naturaliste britannique Joseph Banks étudie les plantes et les insectes de Terre-Neuve et du Labrador[2].
- 29 mai : le chimiste britannique Henry Cavendish présente à la Royal Society de Londres son article On Factitious Airs[3]. Il annonce qu'il a isolé pour la première fois l'« air inflammable », nommé gaz hydrogène par Lavoisier, et détermine sa densité[4].
- 17 juin : Thomas et George Cranage, deux ouvriers employés dans l'usine d'Abraham Darby à Coalbrookdale, obtiennent un brevet pour l'utilisation du four à réverbère pour la production de fer malléable à partir de fonte et de houille[5].
- 1er octobre : ouverture de l'École vétérinaire d’Alfort[6].
- 6 novembre : Joseph-Louis Lagrange prend possession de son poste de directeur des mathématiques à l'Académie royale des sciences de Prusse à Berlin où il succède à Euler[7].
- 5 décembre, Brest : début du tour du monde de Bougainville.  Il parcourt l’Atlantique et découvre dans le Pacifique Tahiti (1768), les Samoa, les îles Salomon. Il rentre à Saint-Malo le 16 mars 1769[8].

- Pierre Le Roy met au point un chronomètre à échappement à détente pour le calcul de la longitude[9].
- L'astronome allemand Johann Daniel Titius propose sa loi de répartition des planètes dans une note de sa traduction allemande du livre de Charles Bonnet Contemplation de la Nature. Connue sous le nom de loi de Titius-Bode, elle est publiée en 1772 par Bode[10].
- Le mathématicien japonais Arima Yoriyuki trouve l'approximation rationnelle de pi, correcte jusqu'à la 29e décimale[11],[12].

## Publications
- Pierre Joseph Macquer : Dictionnaire de chymie, seconde édition.
- George Stubbs : The anatomy of the Horse.

## Prix
- Joseph-Louis Lagrange remporte le prix de l'Académie des Sciences de Paris pour son mémoire Recherches sur les inégalités des satellites de Jupiter, causées par leur attraction mutuelle[13].
- Médailles de la Royal Society
  - Médaille Copley
    - Henry Cavendish, pour un mémoire sur l'existence de gaz différents de l'air comme le dihydrogène (inflammable et léger) ou le gaz carbonique.
    - William Brownrigg, pour ses expériences sur l'esprit minéral élastique ou l'air contenu dans les eaux thermales.
    - Edward Delaval, (1792-1814), pour ses expériences sur la densité de plusieurs métaux.

## Naissances

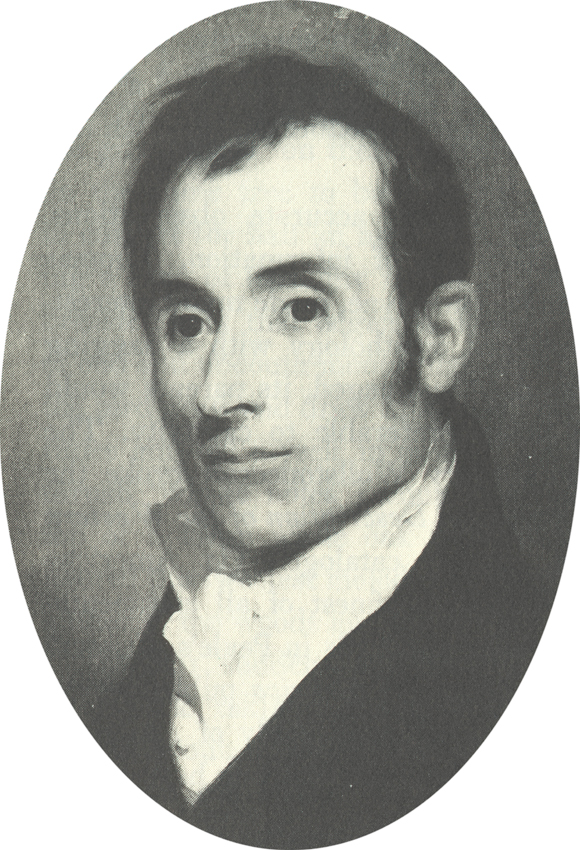
Alexander Wilson

- 24 mars : Jean-Michel Raymond (mort en 1837), chimiste français[14].
- 10 avril : John Leslie (mort en 1832), physicien et mathématicien écossais.
- 21 avril : Michel Lefrançois de Lalande (mort en 1839), astronome français.
- 6 juillet : Alexander Wilson (mort en 1813), ornithologue américano-écossais.
- 9 juillet : Jacob Perkins (mort en 1849), ingénieur et physicien américain.
- 20 juillet : Thomas Bruce (mort en 1841), diplomate, militaire et archéologue amateur britannique.
- 21 juillet : Thomas Charles Hope (mort en 1844), physicien et chimiste écossais.
- 3 août : Kurt Sprengel (mort en 1833), botaniste et médecin allemand qui a amélioré la classification de Carl von Linné.
- 6 août : William Hyde Wollaston (mort en 1828), chimiste anglais qui a découvert le palladium et le rhodium.
- 23 août : Johann Centurius von Hoffmannsegg (mort en 1849), botaniste, entomologiste et ornithologue allemand.
- 6 septembre : John Dalton (mort en 1844), chimiste et physicien anglais. Il est connu surtout pour sa théorie atomique, ainsi que pour ses recherches sur le daltonisme.
- 24 septembre : John Farey (mort en 1826), géologue et écrivain anglais.
- 21 octobre : Peter Durand (mort en 1822), inventeur anglais.
- Arthur Woolf (mort en 1837), ingénieur anglais.
- 10 décembre : Samuel Frederick Gray (mort en 1828), botaniste et pharmacien britannique.
- 24 décembre : Johann Tobias Bürg (mort en 1835), astronome autrichien.
- 29 décembre : Charles Macintosh (mort en 1843), inventeur et chimiste écossais.

## Décès
- 15 février : Jean Hellot (né en 1685), chimiste et administrateur français[15].
- 16 mars : Raoul-Adrien Fréard du Castel (né en 1696), géomètre français[16].
- 11 juillet : Ignatz Mühlwenzel (né vers 1690), mathématicien tchèque.
- 26 septembre : Giulio Fagnano (né en 1682), mathématicien italien.
- 3 novembre : Thomas Abbt (né en 1738), mathématicien, philosophe et écrivain allemand.